# Ranan
Ranan is een bestuurslaag in het regentschap Sumbawa van de provincie West-Nusa Tenggara, Indonesië. Ranan telt 570 inwoners (volkstelling 2010).